# Реверс (фільм, 2009)
«Реверс» (пол. Rewers) — польський драматичний фільм 2009 року, дебютна повнометражна стрічка режисера Бориса Ланкоша. Сценарій написав Анджей Барт. Фільм здобув високі оцінки критиків і глядачів та отримав ряд престижних нагород.

## Сюжет
Події фільму відбуваються у Варшаві 1950-х років. Головна героїня — Сабіна, тиха редакторка, яка живе з матір'ю та бабусею. Родина шукає їй чоловіка, і вона знайомиться з харизматичним Броніславом, який виявляється агентом служби безпеки. Поступово події набувають напруженого й темного характеру. Розповідь чергується між сталінським минулим і сучасністю, поступово розкриваючи глибину змін у житті Сабіни.

## У ролях
- Агата Бузек — Сабіна
- Крістіна Янда — мати Сабіни
- Анна Полони — бабуся Сабіни
- Адам Воронович — Юзеф

## Виробництво
Фільм знятий у чорно-білому форматі для посилення атмосфери епохи. Зйомки відбувалися у Варшаві. Музичний супровід створив композитор Влодзімеж Павлік.

## Нагороди
- Польський кінофестиваль у Гдині (2009)
- Польська кінопремія «Орли» (2010)

## Відгуки
Критики відзначили поєднання чорного гумору, саспенсу та глибокої психологічної драми. Фільм увійшов до переліку найкращих польських стрічок 2000-х років.

## Цікаві факти
- Назва Rewers означає «зворотний бік» — це символ подвійності життя та правди, прихованої за фасадом офіційної реальності.
- Це дебют Бориса Ланкоша у повному метрі.